# Oxydia coarctata
Oxydia coarctata är en fjärilsart som beskrevs av W. Warren 1905. Oxydia coarctata ingår i släktet Oxydia och familjen mätare. Inga underarter finns listade i Catalogue of Life.